# Národní park Yosemite
Yosemitský národní park (anglicky Yosemite National Park, vyslov [joʊˈsɛmɨtiː]IPA, česky též Yosemity (pomnož.)) je národní park, který se rozkládá v okresech Tuolumne, Mariposa a Madera na východě střední Kalifornie na ploše 3081 km² v horách Sierry Nevady.
Tento přírodní park, jenž byl za národní prohlášen již v roce 1890 a v roce 1984 zařazen na seznam světového dědictví UNESCO, navštíví každoročně přes 3,5 milionu turistů, z nichž většina omezí svou návštěvu na 18 km² Yosemitského údolí podél řeky Merced. Kolem ní se rozkládají skaliska, z nichž padá nejvyšší vodopád v Severní Americe, Yosemitský vodopád (Yosemite Falls) (v létě suchý). Tvoří jej Horní (425 m) a Dolní (98 m) vodopád, mezi nimiž je série kaskád (205 m). Společně měří celkem 739 metrů. Druhou dominantou parku je nejvyšší žulový monolit na světě zvaný El Capitan, který svými 1095 metry během sezóny každodenně potrápí řadu horolezců. Na východní straně masivu El Capitan se nachází sezónní vodopád Horsetail Fall. Za návštěvu určitě stojí též monumentální 1450 m vysoký žulový útvar zvaný Half Dome a pod ním se nacházející vodopády Vernal (prý nejkrásnější v parku) a Nevada.
Yosemitský národní park je světově proslulý svými velkolepými žulovými skalisky, vodopády, sekvojovými lesy a biologickou diverzitou. I když nebyl prvním národním parkem, měl a má mimořádný význam ve vývoji idey národních parků, a to zejména díky práci lidí jako John Muir a Galen Clark.
Yosemite je jedna z největších a nejsouvislejších neporušených přírodních oblastí v Sierra Nevadě a park chrání celou škálu rostlin a živočichů. Nadmořská výška se pohybuje od 600 do 4 000 m a zahrnuje pět hlavních vegetačních pásem: chaparral a podhorské doubravy, nižší horské, vyšší horské, subalpinské a alpinské pásmo. Ze 7000 kalifornských druhů rostlin jich asi 50 % najdeme v Sierra Nevadě a přes 20 % v Yosemitech. Je zde zdokumentován významný výskyt více než 160 vzácných rostlin, vzácné geologické útvary a jedinečné půdy, které mnoho těchto rostlin potřebuje.
Geologie Yosemit je charakterizována žulovými skalami a zbytky starších hornin. Asi před 10 milióny let byla Sierra Nevada vyzvednuta podél zlomových linií a potom nakloněna, čímž vznikly relativně mírné západní svahy a mnohem prudší spád na východě. Vyvýšení zvětšilo spád vodních toků, které pak vymlely hluboké a úzké kaňony. Asi před 1 miliónem let zde na výše položených alpinských loukách z nahromaděného sněhu a ledu vznikly ledovce, které se posouvaly říčními údolími dolů. Tloušťka ledu v Yosemitském údolí mohla během raného zalednění dosahovat až 1200 m. Posun ledové masy dolů vymodeloval údolí do tvaru U.

## Geografie

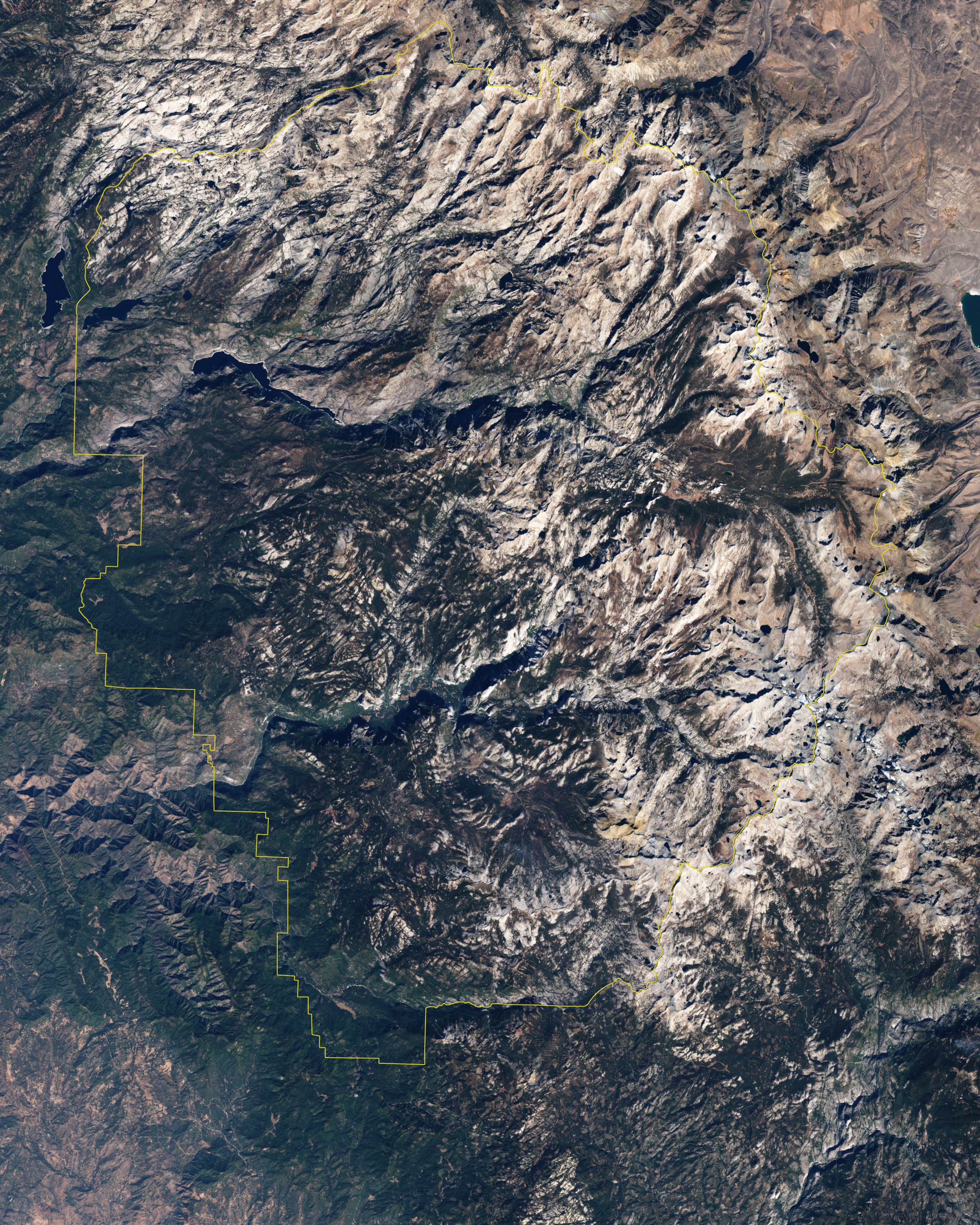
Yosemitský národní park z vesmíru

Yosemitský národní park leží ve střední Sierra Nevadě v Kalifornii. Ze San Francisca je to k branám parku asi 3,5 hodin jízdy, z Los Angeles 6 hodin a ze San Bernardina 7 hodin. Yosemity jsou obklopeny dalšími přírodními oblastmi: Ansel Adams Wilderness na jihovýchodě, Hoover Wilderness na severovýchodě a Emigrant Wilderness na severu.
Rozlohou 3 081 km² je park srovnatelný např. s Karlovarským krajem. Yosemity obsahují tisíce jezer a jezírek, 2 600 km vodních toků, 1 300 km turistických cest a 560 km silnic. V Yosemitech pramení dvě federálně uznané tzv. Wild and Scenic Rivers („divoké a malebné řeky“), Merced a Tuolumne, které protékají sierrským podhůřím k západu do kalifornského Central Valley. Většina z 3,5 miliónu návštěvníků, kteří ročně do parku zavítají, se soustřeďuje na pouhých 18 km² plochy Yosemitského údolí.

### Skály a eroze
Téměř všechny přírodní útvary v yosemitské oblasti jsou tvořeny žulami sierrského batolitu (rozsáhlé těleso hlubinných vyvřelin, které vzniklo hluboko pod povrchem). Asi 5% povrchu parku (převážně na východním okraji kolem Mount Dana) je tvořeno metamorfovanými, sopečnými a sedimentárními horninami. Jsou to zbytky povrchu, který kdysi překrýval níže položenou žulu.
Během zvedání pohoří vznikl v hornině systém puklin a následná eroze vymodelovala údolí, kaňony, dómy a další útvary, které jsou v parku dnes k vidění. Bloky hornin podél puklin se nepohybují, takže nejde o zlomy, ale o diaklasy. Šířku puklin určuje množství křemene v žule a granodioritu; více křemene vede k odolnější hornině a širším puklinám.
Sloupy a pilíře, např. Washington Column nebo Lost Arrow, vznikly křížícími se puklinami. Eroze, působící na hlavní pukliny, měla za následek vznik údolí a posléze kaňonů. Největší erozivní silou během několika posledních miliónů let byly vysokohorské ledovce, které přemodelovaly starší údolí ve tvaru V (vymodelovaná řekami) do kaňonů ve tvaru U (příkladem je Yosemite Valley a Hetch Hetchy Valley). Deskvamace (způsobená tendencí krystalů v plutonických horninách na povrchu se roztahovat) žuly s širokými puklinami byla příčinou vzniku dómů (např. Half Dome nebo North Dome) a oblouků jako Royal Arches.

### Oblíbená místa

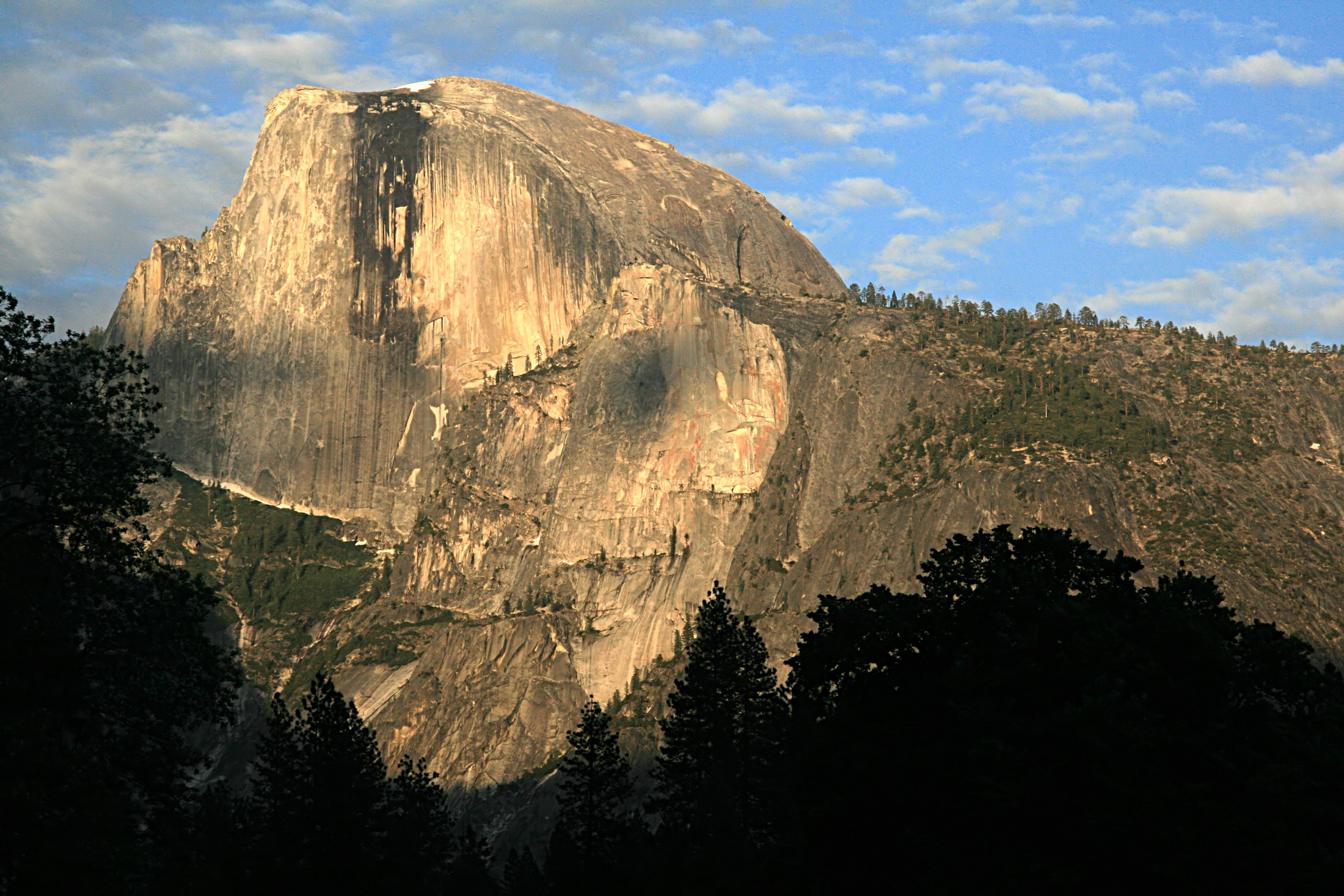
Half Dome

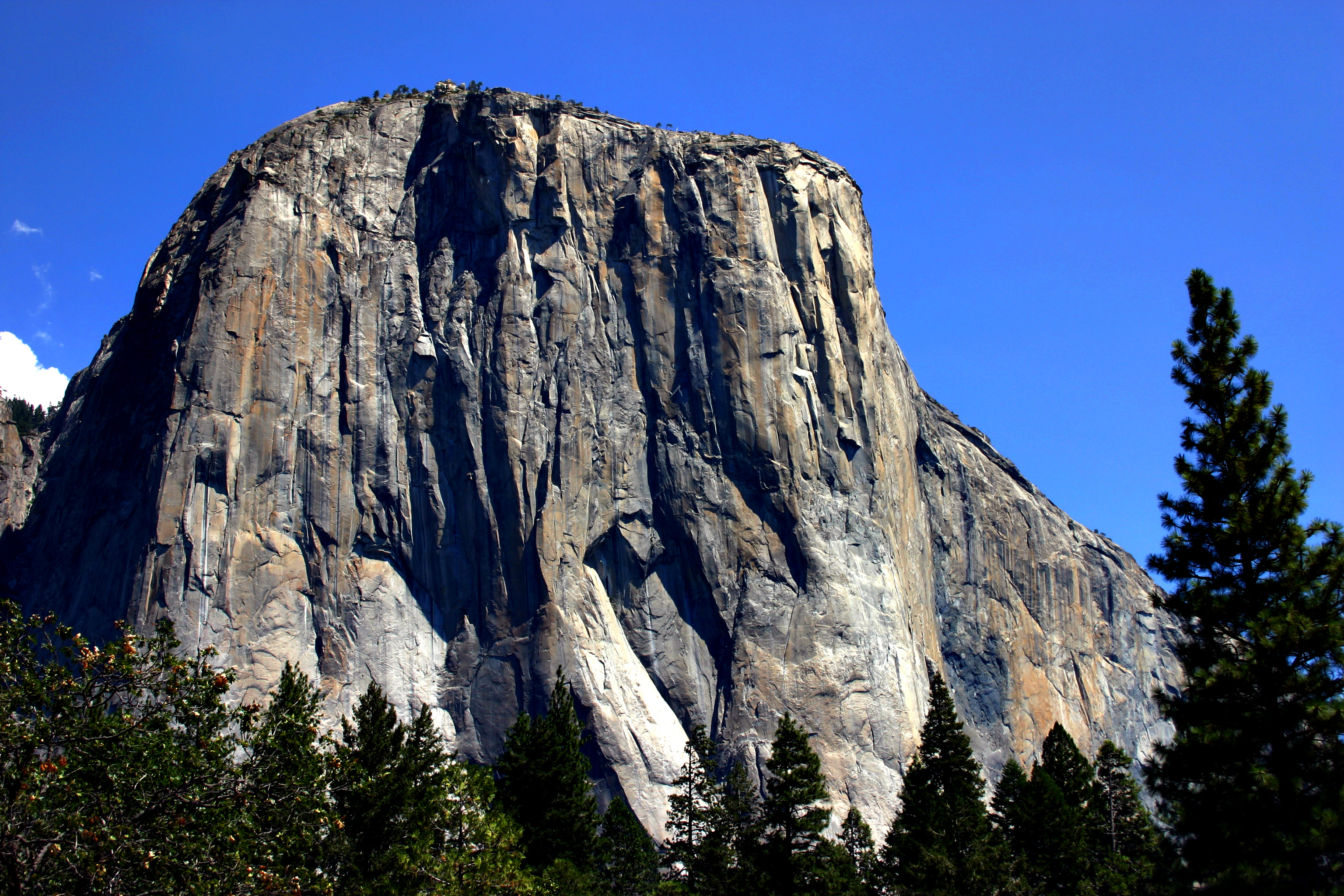
El Capitan

Yosemitské údolí představuje pouhé procento rozlohy parku, přesto většina turistů míří právě sem. El Capitan, nápadná žulová stěna, která se nad údolím tyčí, je jedním z nejoblíbenějších lezeckých cílů na světě, protože nabízí celou škálu výstupových cest a je celoročně přístupný. Žulové dómy jako Sentinel Dome a Half Dome se tyčí 900, resp. 1450 m nad dno údolí.
V horních partiích Yosemit najdeme nádherná místa jako Tuolumne Meadows, Dana Meadows, Clark Range, Cathedral Range a Kuna Crest. Yosemity prochází hlavní sierrský hřeben se známou stezkou Pacific Crest Trail. Součástí hřebene jsou štíty z metamorfovaných hornin (např. Mount Dana, Mount Gibbs) i ze žuly (Mount Conness). Nejvyšším bodem na území parku je Mount Lyell (3 999 m).
V parku leží tři háje prastarých sekvojovců obrovských (Sequoiadendron giganteum): Mariposa Grove (200 stromů), Tuolumne Grove (25 stromů) a Merced Grove (20 stromů). Tento druh dorůstá do většího objemu než jakýkoliv jiný živý organismus a je také jeden z nejvyšších a nejdéle žijících. Před začátkem poslední doby ledové byly tyto stromy mnohem více rozšířené.

### Voda a led

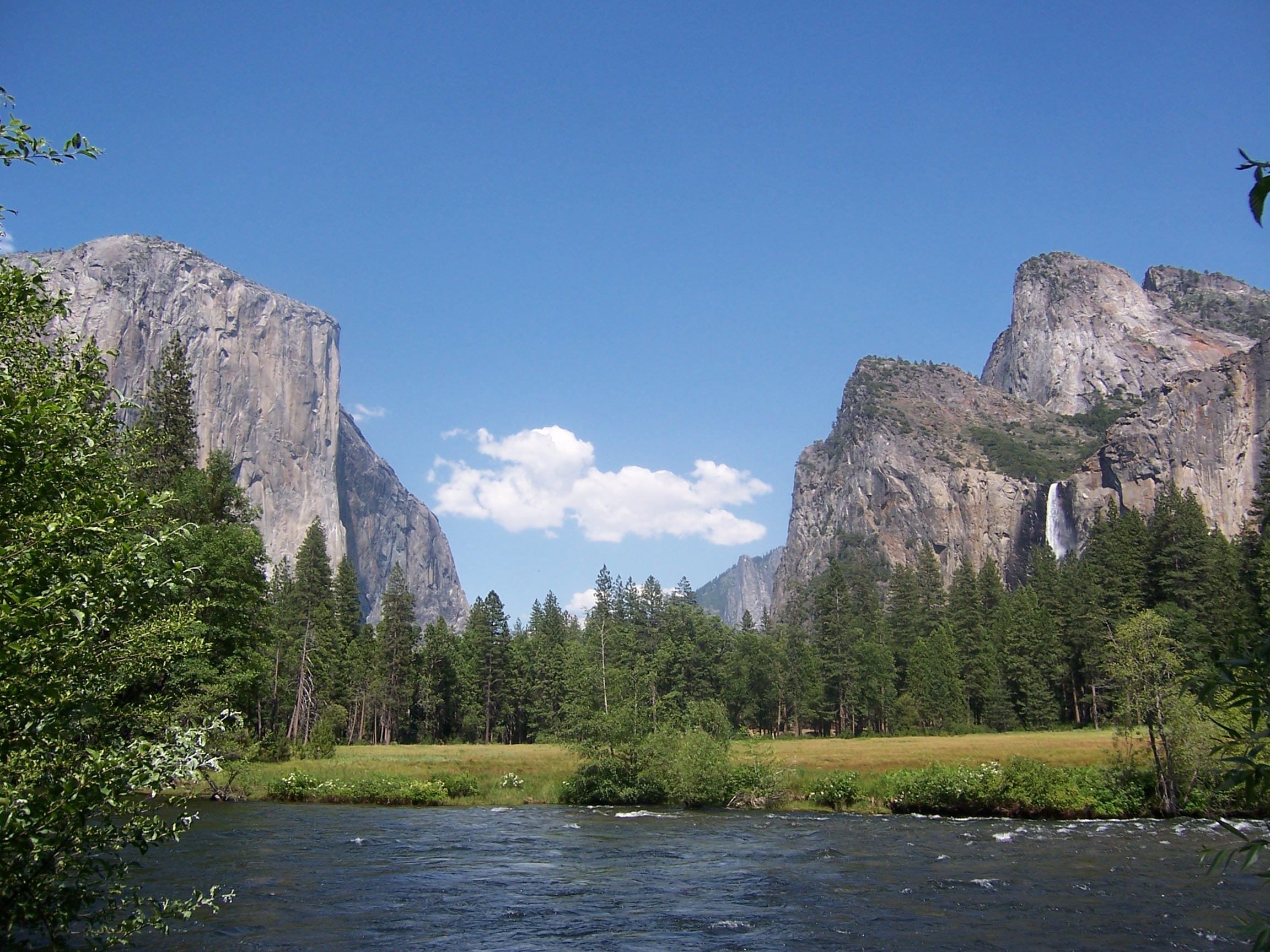
Řeka Merced z Yosemit

Řeky Tuolumne (čti [tuːˈɒləmi]) a Merced [merse] a jejich přítoky pramení podél hlavního hřebene Sierra Nevady a v parku vyhloubily kaňony hluboké 900 až 1 200 m. Tuolumne odvodňuje rozsáhlé severní části parku o rozloze asi 1 760 km². Zdrojnice Merced tečou z horských pásem na jihu, především Cathedral Range a Clark Range, a odvodňují území o rozloze asi 1 320 km².
Hydrologické procesy jako zalednění, záplavy a geomorfologické působení řek měly zásadní vliv na tvorbu krajiny na území parku. Park dále obsahuje asi 3 200 jezer (větších než 100 m²), dvě přehradní nádrže a 2 700 km vodních toků. Po celém parku se na dnech údolí objevují mokřady, které mají často hydrologické vazby (sezónní záplavy a pohyb spodní vody) na nedaleká jezera a řeky. luční společenstva, která najdeme v nadmořských výškách od 900 do 3 500 m, jsou většinou mokřadního typu, stejně jako pobřežní biotopy podél nesčetných yosemitských potoků a řek.

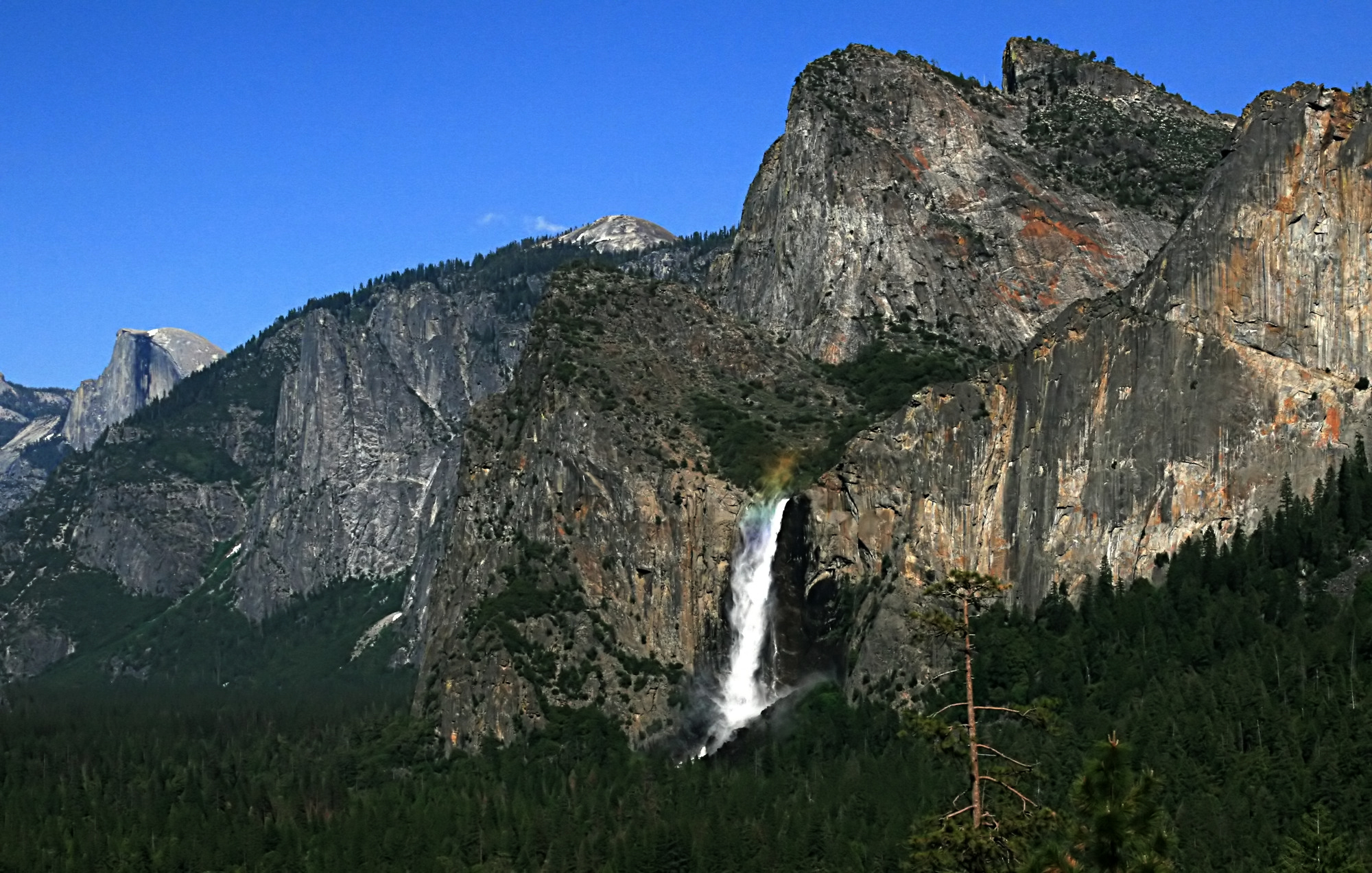
Vodopád Bridalveil Fall („závoj nevěsty“) teče z visutého údolí ve tvaru U, které bylo vytvořeno bočním ledovcem, přítokem hlavního ledovce.

Yosemity jsou známé vysokou koncentrací vodopádů na malém území. Nesčetné kolmé stěny, ledovcové stupně a visutá údolí vytvářejí v parku ideální podmínky pro vznik vodopádů, zvláště během jarního tání v dubnu, květnu a červnu. 739 m vysoký Yosemite Falls v Yosemitském údolí je nejvyšší vodopád v Severní Americe. Ve stejném údolí se nachází také Ribbon Falls, který má mnohem menší průtok, ale může se pochlubit nejvyšším nepřerušeným vodním skokem (492 m). Nejznámějším z yosemitských vodopádů je zřejmě Bridalveil Fall, dobře viditelný z vyhlídky Tunnel View na východním konci Wawonského tunelu. Z dalších lze jmenovat např. Wapama Falls v Hetch Hetchy Valley. V parku existují i stovky krátkodobých vodopádů.
Všechny současné ledovce v parku jsou poměrně malé a nacházejí se v místech s téměř permanentním stínem, jako jsou k severu a severovýchodu obrácené ledovcové kary. Největším ledovcem v Yosemitech je Lyell Glacier (největší v Sierra Nevadě jsou pak Palisades Glaciers), který pokrývá 65 ha. Žádný z dnešních yosemitských ledovců není pozůstatkem mnohem větších vysokohorských ledovců, které formovaly yosemitskou krajinu. Současné ledovce byly vytvořeny během jedné z neoglaciálních epizod, které se odehrály od poslední doby ledové. Počet a velikost ledovců po celém světě v současné době snižuje globální oteplování. Mnohé yosemitské ledovce, které objevil v roce 1871 John Muir a vybudoval na nich svou teorii o původu ledovců, včetně Mercedského ledovce, již zmizely, a mnohé další ztratily až 75% svého povrchu.

### Podnebí
Yosemity mají středomořské podnebí, což znamená, že většina srážek spadne během mírné zimy a zbytek roku je prakticky suchý (během dlouhého a horkého léta spadnou méně než 3% srážek). Orografický zdvih způsobuje, že srážek přibývá s nadmořskou výškou až do 2 400 m, odsud dále k hřebeni jich pak zvolna ubývá. Roční srážkové úhrny se pohybují od 915 mm ve 1 200 m n. m. do 1 200 mm ve 2 600 m n. m. Sníh se na zemi typicky udrží až od listopadu ve vyšších polohách. Hromadí se pak celou zimu až do března nebo počátku dubna.
Teplota klesá se zvyšující se nadmořskou výškou. Teplotní extrémy zmírňuje skutečnost, že Yosemity leží pouhých 160 km od Tichého oceánu. V létě se u kalifornského pobřeží nachází anticyklóna (tlaková výše), od níž proudí chladný vzduch směrem k Sierra Nevadě. Důsledkem je čistý a suchý vzduch v yosemitské oblasti.
Průměrné denní teploty se pohybují od −3,9 do 11,5 °C na Tuolumne Meadows (2 600 m). U vjezdu do parku ve Wawoně (1 564 m) činí denní průměr 2,2 až 19,4 °C. V nižších polohách pod 1 500 m jsou teploty vyšší. Průměrná denní teplota v Yosemitském údolí (1 209 m) se pohybuje od 7,8 do 32,2 °C. V polohách nad 2 500 m jsou horké a suché letní dny přerušovány častými letními bouřkami a k ochlazování také přispívá sníh, který se tu může udržet až do července. Kombinace suché vegetace, nízké relativní vlhkosti a bouřek způsobuje časté lesní požáry způsobené bleskem.
Střední lednová teplota u ředitelství parku se pohybuje od −3,6 do 8,4 °C a střední červencová teplota se pohybuje od 11,8 do 32,2 °C. V průměru 47,7 dní v roce denní maximum přesáhne 32 °C a v průměru 137,5 dní v roce mrzne. Mráz byl zaznamenán v každém měsíci roku. Nejvyšší naměřená teplota činí 46 °C z 20.7.1915. Nejnižší naměřená teplota byla −21 °C 2.1.1924. Průměrné roční srážky činí 929 mm; v průměru 69 dní v roce spadne měřitelné množství srážek. Nejvlhčím rokem byl rok 1983 se 1751 mm, nejsušším pak 1976 s 377 mm. Nejvíce srážek za jeden měsíc bylo 752 mm v prosinci 1955 a nejvíce srážek za den bylo 176 mm 23.12.1955. Ročně napadne průměrně 167 cm sněhu. Rekordní byl rok 1967, kdy napadlo 393 cm. Nejvíce sněhu za jeden měsíc napadlo v lednu 1993: 358 cm.